# ویلسون (فیلم ۲۰۱۷)
ویلسون (به انگلیسی: Wilson) فیلمی محصول سال ۲۰۱۷ و به کارگردانی کریگ جانسون است. در این فیلم بازیگرانی همچون وودی هرلسون، لورا درن، ایزابلا آمارا، جودی گریر، شریل هاینز، مارگو مارتیندال، دیوید وارشوفسکی، برت گلمن و مری‌لین رایسکوب ایفای نقش کرده‌اند.